# Јужноафрички мунгос
Јужноафрички мунгос (лат. Herpestes pulverulentus) или мали сиви мунгос је врста сисара из реда звери и породице мунгоси (Herpestidae), пореком  из Јужне Африке, Лесота и јужне Намибије.

## Опис
Јужноафрички мунгос је мали мунгос са дугим, витким телом, дугим, жбунастим репом и кратким ногама. Тежи између 490 и 1250 грама, има дужину главе и тела од 29–42 центиметара и репа од 20–34 центиметара. Издужена глава има зашиљену њушку и мале округле уши дуге 15–36 милиметара. На леђну страну њиховог тела животиње су тамно браон боје. Шапе су тамно смеђе или скоро црне. Има типичан издужени облик тела мунгоса.  Уши су му мале, округле и налазе се на бочној страни главе. Ноге су му тамно смеђе или скоро црне, реп је чупав и увек водоравно држан, врх је црн. Његови зуби су прилагођени сечењу и млевењу хране. Постоји полни диморфизам у величини тела и лобање, при чему мушкарци теже 1,24 пута више од женки.
Постоје три признате подврсте Herpestes pulverulentus: H. p. pulverulentus, H. p. basuticus e H. p. ruddi. H. p. basuticus има сличан изглед номиналне подврсте, али има нешто светлију боју коју му даје вунаста поддлака. H. p. ruddi има жућкасту длаку са тамнијом поддлаком, која му даје браонкасту боју. Дистални део репа је црн..

## Исхрана и понашање
Јужноафрички мунгос се углавном храни инсектима и малим глодарима, али ће јести и птице, мале гмизавце, водоземце, друге бескичмењаке и воће. Познато је да једу и стрвину и ђубре.
Претежно је инсективод, али и месождер. Инсекте и друге зглавкаре као што су пауци лови их и хвата на тлу, а затим држи предњим ногама и једе. Већи плен, као што су глодари, вребају се и убијају угризом за главу. Велики плен држе предњим ногама, а затим га зубима цепају на комадиће.
Мали глодари, посебно Otomys и Rhabdomys, су њихова најважнија компонента у исхрани. Повремено могу напасти незреле зечеве или младунчад малих антилопа као што је Јужни гризбок.

## Распрострањеност
Јужноафрички мунгос се ранијих деценија сматрао ендемском врстом у провинцији Кејп, али је сада откривено да се јавља и у остатку Јужне Африке. Осим у Кејп провинцији, овај мунгос се јавља у јужном делу некадашње Слободне Државе Орање и северном делу Лесота, дуж планине Дракенсберг до западног дела провинције Квазулу-Натал, као и у северним и јужним деловима Намибије и у југозападном делу Анголе. У провинцији Кејп, Јужноафрички мунгос је најчешћи грабежљивац.
Станиште му је разнолико, може се наћи у шумама, шикарама, полупустињама, како у подручјима са великим, тако и са ниским падавинама. Посебно је чест на жбунастим обалама река и густо обраслим обронцима, али се не јавља на травнатим површинама. Често живе тик уз људе, испод подова помоћних зграда, па чак и на рубу предграђа, воде успешан начин живота. Када се навикну на људско присуство, могу толерисати близак приступ.

## Понашање
Јужноафрички мунгос је диурнална тј. дневна, усамљена животиња. Пошто се њихове територије преклапају, вероватно нису посебно територијално настројени. Када се не размножава, он је самац, али легло остаје заједно у породичној скупини барем до касне адолесценције. Лоши су копачи, па користе гомиле камења, пукотина, напуштене јаме и удубљења у стаблима дрвећа за склониште. Људи их често примећују када прелазе путеве. Овај мунгос води грабежљив начин живота и опортунистички бира свој плен. Када се осећају угрожено, кратко зарежу, а када их ухвате, кијају или преду.

## Размножавање
Постоји мало информација о репродуктивним навикама ове врсте. Међутим, код других врста из рода Herpestes, мужјаци и женке се обично спајају само ради парења, а мужјаци се паре са више женки.
Легло од 1-3 младунаца рађа се између августа и децембра месеца и скривено је у јазбинама, пукотинама стена или шупљинама дрвећа. Максимална тежина фетуса је 20,2 грама. Свако легло се састоји од једног до три младунаца, који се рађају потпуно покривени крзном, али су им очи и уши затворене, отварају се тек након отприлике две недеље. Млади остају у јазбини док се потпуно не одбију од мајке, а одлазе када су способни за самосталност..
Верује се да је очекивани животни век у дивљини 8-9 година. У Лондонском зоолошком врту, Јужноафрички мунгос је живео осам година и осам и по месеци. Такође у заточеништву, још један примерак је доживео преко једанаест година..

## Таксономија
Научници су до сада открили три подврсте:
- H. p. pulverulentus Wagner, 1839, распострањен у западном Кејпу.
- H. p. basuticus Roberts, 1936, пореклом из Лесота.
- H. p. ruddi Thomas, 1903, пореклом из провинције Северни Кејп.

## Галерија
- Као и други мунгоси, и ова врста такође може да посматра своју околину стојећи усправно